# Cisticola restrictus
Fuinha-do-tana (Cisticola restrictus) é uma espécie de ave da família Cisticolidae.
Pode ser encontrada nos seguintes países: Quénia e Somália.
Os seus habitats naturais são: matagal húmido tropical ou subtropical.